# Військово-морські Сили Самооборони
Військово-морські Сили Самооборони (яп. 海上自衛隊, かいじょうじえいたい, кайдзьо дзіейтай; англ. Japan Maritime Self-Defense Force, JMSDF) — військово-морські сили Японії. Складова японських Сил Самооборони. Особливий орган Міністерства оборони.
7 квітня 2018 року в Японії вперше з Другої Світової Війни було відновлено морську піхоту. Рішення про створення підрозділу було прийнято з метою надання протидії окупації островів в Східно-Китайському морі, які, на думку Токіо, знаходяться під загрозою зі сторони Китаю. Очікується, що бригада чисельністю 1500 японських морських піхотинців буде розміщена на острові Кюсю у місті Сасебо. Надалі їх планується передислокувати на Окінаву.

## Бойовій кораблі Японії
Список по статусу
- знищений/потоплений тощо
- не працює/на пенсії
- на дійсній службі
- скасовано до завершення
- у розробці
- на замовлення

| Позивний (код) | Фото                                            | Назва      | Клас                                                                 | Рік закладення                                                       | Рік введення в стрій                                                  | Статус                       | Примітки |            |
| Авіаносець     | Авіаносець                                      | Авіаносець | Авіаносець                                                           | Авіаносець                                                           | Авіаносець                                                            | Авіаносець                   | Авіаносець | Авіаносець |
| -------------- | ----------------------------------------------- | ---------- | -------------------------------------------------------------------- | -------------------------------------------------------------------- | --------------------------------------------------------------------- | ---------------------------- | --- | ---------- |
| CVL-1          | Файл:Hosho.jpg                                  | Hōshō      | Клас Hōshō (перший в світі авіаносець, побудований як авіаносець)    | Закладено: 5 травня 1919                                             | Введено в експлуатацію: 21 грудня 1922                                | виведений зі служби (1946)   | Перший авіаносець у світі, збудований з нуля для авіації; служив у ВМС Імперії Японії до кінця Другої світової війни; після війни використаний як навчальний корабель. |            |
| CVL-2          | Файл:Ryūjō 1933.jpg                             | Ryūjō      | Клас Ryūjō (легкий авіаносець)                                       | Закладено: 8 листопада 1931                                          | Введено в експлуатацію: 30 вересня 1933                               | знищений (24 травня 1942)    | Легкий авіаносець, побудований відповідно до обмежень Вашингтонського договору; потоплений під час битви при Кораловому морі.                                          |            |
| CVL-3          | Файл:Shoho 1942.jpg                             | Shōhō      | Клас Shōhō (легкий авіаносець)                                       | Закладено: 15 березня 1938 (перебудова з підводного човна-дредноута) | Введено в експлуатацію: 15 квітня 1942                                | знищений (7 травня 1942)     | Легкий авіаносець, потоплений в битві при Кораловому морі, перша в історії авіаносна битва, у якій корабель був знищений авіацією.                                     |            |
| CV-4           | Файл:Akagi 1937.jpg                             | Akagi      | Клас Akagi (важкий авіаносець)                                       | Закладено: 6 грудня 1920 (спочатку лінійний корабель)                | Введено в експлуатацію: 25 березня 1927 (переобладнання в авіаносець) | знищений (5 червня 1942)     | Оригінально побудований як лінійний корабель; перебудований у важкий авіаносець; головний флагман японської авіаносної ескадри; потоплений під час битви при Мідвеї.   |            |
| CV-5           | Файл:Kaga1934.jpg                               | Kaga       | Клас Kaga (важкий авіаносець)                                        | Закладено: 19 травня 1920 (спочатку лінійний корабель)               | Введено в експлуатацію: 31 березня 1928 (переобладнання в авіаносець) | знищений (5 червня 1942)     | Спочатку лінійний корабель, перебудований на авіаносець; брала участь у багатьох битвах; потоплений під час Мідвейської битви.                                         |            |
| CV-6           | Файл:Soryu2015.jpg                              | Sōryū      | Клас Sōryū (важкий авіаносець)                                       | Закладено: 22 квітня 1935                                            | Введено в експлуатацію: 29 грудня 1937                                | знищений (7 червня 1942)     | Один з провідних японських авіаносців на початку Другої світової війни; потоплений під час битви при Мідвеї торпедою підводного човна USS «Трентон».                   |            |
| CV-7           |                                                 | Hiryū      | Клас Sōryū (важкий авіаносець)                                       | Закладено: 22 листопада 1937                                         | Введено в експлуатацію: 5 листопада 1939                              | знищений (5 червня 1942)     | Останній авіаносець класу Sōryū; успішно атакував американський флот у Мідвейській битві, але був потоплений у відповідь.                                              |            |
| CVE-8          |                                                 | Taihō      | Клас Taihō (важкий авіаносець)                                       | Закладено: 7 грудня 1941                                             | Введено в експлуатацію: 7 березня 1944                                | знищений (19 червня 1944)    | Найсучасніший важкий авіаносець Японії з повністю герметичним ангаром; потоплений після вибуху палива.                                                                 |            |
| CVE-9          | Файл:Shokaku.jpg                                | Shōkaku    | Клас Shōkaku (важкий авіаносець)                                     | Закладено: 17 листопада 1938                                         | Введено в експлуатацію: 19 серпня 1941                                | знищений (19 червня 1944)    | Активний учасник усіх основних битв, включно з Перл-Харбором і Мідвеєм; потоплений під час битви у Філіппінському морі.                                                |            |
| CVE-10         | Файл:Zuikaku 1941.jpg                           | Zuikaku    | Клас Shōkaku (важкий авіаносець)                                     | Закладено: 25 січня 1938                                             | Введено в експлуатацію: 25 вересня 1941                               | знищений (25 жовтня 1944)    | Останній авіаносець, що пережив Мідвей; знищений під час битви в затоці Лейте.                                                                                         |            |
| CVL-11         | Файл:Chiyoda (1941).jpg                         | Chiyoda    | Клас Chiyoda (легкий авіаносець, перебудова)                         | Закладено: 18 липня 1936 (як крейсер)                                | Введено в експлуатацію: 19 березня 1943 (перебудова в авіаносець)     | знищений (25 жовтня 1944)    | Перебудований легкий авіаносець, знищений в битві у Філіппінській затоці.                                                                                              |            |
| CVL-12         | Файл:Chitose 1942.jpg                           | Chitose    | Клас Chitose (легкий авіаносець, перебудова)                         | Закладено: 6 липня 1934 (як крейсер)                                 | Введено в експлуатацію: 19 березня 1943 (перебудова в авіаносець)     | знищений (25 жовтня 1944)    | Аналогічно Chiyoda, знищений під час битви у Філіппінській затоці. |            |
| CVL-13         | Файл:Unyo1943.jpg                               | Un'yō      | Клас Un'yō (легкий авіаносець)                                       | Закладено: 1 грудня 1941                                             | Введено в експлуатацію: 15 серпня 1943                                | виведений зі служби (1946)   | Перебудований транспортний корабель, використовувався для перевезення літаків.                                                                                         |            |
| CVL-14         | Файл:Taiyo-class aircraft carrier IJN.jpg       | Taiyō      | Клас Taiyō (ескортний авіаносець)                                    | Закладено: 10 березня 1940                                           | Введено в експлуатацію: 6 грудня 1941                                 | знищений (18 серпня 1944)    | Перебудований торговий корабель, потоплений американською підводкою.                                                                                                   |            |
| CVL-15         | Файл:Chuyo.jpg                                  | Chūyō      | Клас Taiyō (ескортний авіаносець)                                    | Закладено: 15 липня 1942                                             | Введено в експлуатацію: 20 листопада 1943                             | знищений (4 грудня 1944)     | Аналогічний Taiyō, потоплений підводним човном. |            |
| CVL-16         | —                                               | Ikoma      | Клас Ikoma (легкий авіаносець, незавершений)                         | Закладено: 1 січня 1944                                              | Введено в експлуатацію: не завершено                                  | скасовано до завершення      | Незавершений легкий авіаносець, будівництво припинено через погіршення військової ситуації.                                                                            |            |
| CVL-17         | —                                               | Kaiyo      | Клас Kaiyo (ескортний авіаносець, перебудова)                        | Закладено: 1936 (як пасажирський лайнер)                             | Введено в експлуатацію: 1943 (перебудова в авіаносець)                | виведений зі служби (1946)   | Перебудований цивільний лайнер в ескортний авіаносець, використовувався для навчання і супроводу конвоїв.                                                              |            |
| CVL-18         | —                                               | Amagi      | Клас Amagi (легкий авіаносець, проект)                               | Закладено: 1942 (проект)                                             | Введено в експлуатацію: не завершено                                  | скасовано до завершення      | Планований легкий авіаносець, будівництво скасоване через бомбардування і нестачу ресурсів.                                                                            |            |
| CVL-19         |                                                 | Taihō      | Клас Taihō (важкий авіаносець)                                       | Закладено: 7 грудня 1941                                             | Введено в експлуатацію: 7 березня 1944                                | знищений (19 червня 1944)    | Найсучасніший важкий авіаносець Японії часів Другої світової війни з унікальним герметичним ангаром; потоплений в битві у Філіппінському морі після вибуху палива.     |            |
| CVL-20         | Файл:Unyo1943.jpg                               | Un'yō      | Клас Un'yō (легкий авіаносець)                                       | Закладено: 1 грудня 1941                                             | Введено в експлуатацію: 15 серпня 1943                                | виведений зі служби (1946)   | Перебудований транспортний корабель; використовувався для перевезення та постачання літаків, у тому числі в пізні роки війни.                                          |            |
| CVL-21         | Файл:Shokaku1942.jpg                            | Shōkaku    | Клас Shōkaku (важкий авіаносець)                                     | Закладено: 17 листопада 1938                                         | Введено в експлуатацію: 19 серпня 1941                                | знищений (19 червня 1944)    | Важкий авіаносець, брала участь у перлі-Харборі, битві при Мідвеї; потоплений у Філіппінському морі.                                                                   |            |
| CVL-22         | Файл:Zuikaku 1941.jpg                           | Zuikaku    | Клас Shōkaku (важкий авіаносець)                                     | Закладено: 25 січня 1938                                             | Введено в експлуатацію: 25 вересня 1941                               | знищений (25 жовтня 1944)    | Останній авіаносець, що пережив Мідвейську битву; потоплений під час битви в затоці Лейте.                                                                             |            |
| CVL-23         | Файл:Chiyoda (1941).jpg                         | Chiyoda    | Клас Chiyoda (легкий авіаносець, перебудова з крейсера)              | Закладено: 18 липня 1936 (як крейсер)                                | Введено в експлуатацію: 19 березня 1943 (перебудова в авіаносець)     | знищений (25 жовтня 1944)    | Перебудований легкий авіаносець, брала участь у війні в Тихому океані; потоплений під час битви у Філіппінській затоці.                                                |            |
| CVL-24         | Файл:Chitose 1942.jpg                           | Chitose    | Клас Chitose (легкий авіаносець, перебудова з крейсера)              | Закладено: 6 липня 1934 (як крейсер)                                 | Введено в експлуатацію: 19 березня 1943 (перебудова в авіаносець)     | знищений (25 жовтня 1944)    | Аналогічно Chiyoda, брала участь у бойових діях до свого знищення у битві у Філіппінській затоці.                                                                      |            |
| CVL-25         | Файл:Taiyo 1943.jpg                             | Taiyō      | Клас Taiyō (ескортний авіаносець, перебудова)                        | Закладено: 10 березня 1940 (як торговий корабель)                    | Введено в експлуатацію: 6 грудня 1941 (перебудова в авіаносець)       | знищений (18 серпня 1944)    | Перебудований торговий корабель, використовувався для супроводу конвоїв; потоплений американським підводним човном.                                                    |            |
| CVL-26         | Файл:Chuyo 1943.jpg                             | Chūyō      | Клас Taiyō (ескортний авіаносець, перебудова)                        | Закладено: 15 липня 1942 (як торговий корабель)                      | Введено в експлуатацію: 20 листопада 1943 (перебудова в авіаносець)   | знищений (4 грудня 1944)     | Аналогічний Taiyō; потоплений підводним човном у кінці 1944 року. |            |
| CVL-27         | Файл:Hiyō 1942.jpg                              | Hiyō       | Клас Hiyō (легкий авіаносець, перебудова)                            | Закладено: 14 листопада 1939 (як пасажирський лайнер)                | Введено в експлуатацію: 15 грудня 1942 (перебудова в авіаносець)      | знищений (4 листопада 1943)  | Перебудований пасажирський лайнер, брав участь у боях у Тихому океані, потоплений американськими підводними човнами.                                                   |            |
| CVL-28         | Файл:Junyo 1942.jpg                             | Jun'yō     | Клас Hiyō (легкий авіаносець, перебудова)                            | Закладено: 22 травня 1939 (як пасажирський лайнер)                   | Введено в експлуатацію: 16 вересня 1942 (перебудова в авіаносець)     | виведений зі служби (1947)   | Перебудований лайнер, активно використовувався у бойових операціях, вцілів до кінця війни, списаний після війни.                                                       |            |
| CVL-29         | Файл:Ryūhō 1943.jpg                             | Ryūhō      | Клас Ryūhō (легкий авіаносець, перебудова)                           | Закладено: 24 грудня 1937 (як крейсер)                               | Введено в експлуатацію: 15 квітня 1943 (перебудова в авіаносець)      | знищений (19 грудня 1944)    | Перебудований крейсер, брала участь у кількох боях, потоплений під час операцій біля Філіппін.                                                                         |            |
| CV-31          | Файл:Shinano 1944.jpg                           | Shinano    | Клас Yamato (важкий авіаносець)                                      | Закладено: 4 травня 1942                                             | Введено в експлуатацію: 19 листопада 1944                             | знищений (29 листопада 1944) | Спершу закладений як лінійний корабель класу Yamato, перероблений у авіаносець; найбільший авіаносець свого часу; потоплений під час свого першого бойового походу.    |            |
| CV-32          | —                                               | Unryū      | Клас Unryū (важкий авіаносець)                                       | Закладено: 1 листопада 1942                                          | Введено в експлуатацію: 15 серпня 1944                                | знищений (19 грудня 1944)    | Побудований за спрощеним проєктом для швидшої побудови; брала участь у боях у пізні роки війни; потоплений під час операцій.                                           |            |
| CV-33          | —                                               | Amagi      | Клас Unryū (важкий авіаносець)                                       | Закладено: 20 листопада 1942                                         | Введено в експлуатацію: 28 травня 1945                                | виведений зі служби (1946)   | Другий корабель класу Unryū, введений в експлуатацію у кінці війни, не брав участі у бойових діях.                                                                     |            |
| CV-34          | —                                               | Kasagi     | Клас Unryū (важкий авіаносець, незавершений)                         | Закладено: 1 листопада 1944                                          | Введено в експлуатацію: не завершено                                  | скасовано до завершення      | Незавершений авіаносець через кінець війни і дефіцит ресурсів. |            |
| CV-35          | —                                               | Ikoma      | Клас Unryū (важкий авіаносець, незавершений)                         | Закладено: 5 липня 1943                                              | Введено в експлуатацію: не завершено                                  | скасовано до завершення      | Побудова припинена через бомбардування і брак ресурсів; корпус не завершено, утилізований після війни.                                                                 |            |
| CV-36          | —                                               | Aso        | Клас Unryū (важкий авіаносець, незавершений)                         | Закладено: 1944                                                      | Введено в експлуатацію: не завершено                                  | скасовано до завершення      | Закладено наприкінці війни, жодного бойового застосування; демонтаж розпочато ще до завершення будівництва.                                                            |            |
| DDH-181        | Файл:JS Hyuga (DDH-181) underway in 2011.jpg    | Hyūga      | Клас Hyūga (вертольотоносний есмінець / авіаносець нового покоління) | Закладено: 11 травня 2006                                            | Введено в експлуатацію: 18 березня 2009                               | на дійсній службі            | Перша спроба сучасного вертольотоносця в JMSDF; несе гелікоптери, може підтримувати морські операції з повітря.                                                        |            |
| DDH-182        | Файл:Japanese helicopter destroyer Ise 2013.jpg | Ise        | Клас Hyūga                                                           | Закладено: 30 травня 2008                                            | Введено в експлуатацію: 16 березня 2011                               | на дійсній службі            | Сестринський корабель Hyūga; активно застосовується у навчаннях та гуманітарних операціях.                                                                             |            |

## Лінкори Імперського японського флоту
Статус
- знищений/потоплений
- виведений зі служби/на пенсії
- на дійсній службі
- скасовано/відмінено
- у розробці/будівництві
- на замовлення

| Позивний (код) | Фото                    | Назва              | Клас                                                        | Рік закладки | Рік введення в стрій | Статус              | Примітки |
| -------------- | ----------------------- | ------------------ | ----------------------------------------------------------- | ------------ | -------------------- | ------------------- | --- |
| BB-01          | Файл:Fuji1897.jpg       | Fuji               | Fuji                                                        | 1896         | 1900                 | потоплений 1904     | Перший японський лінкор, побудований у Великій Британії.                                                            |
| BB-02          | Файл:Yashima1900.jpg    | Yashima            | Fuji                                                        | 1896         | 1900                 | потоплений 1904     | Другий лінкор класу Fuji.                                                                                           |
| BB-03          | Файл:Shikishima1900.jpg | Shikishima         | Shikishima                                                  | 1898         | 1901                 | виведений 1944      | Модернізований лінкор Російсько-японської війни.                                                                    |
| BB-04          | Файл:Hatsuse1900.jpg    | Hatsuse            | Shikishima                                                  | 1898         | 1902                 | потоплений 1904     | Загинув у Російсько-японській війні.                                                                                |
| BB-05          | Файл:Asahi1900.jpg      | Asahi              | Shikishima                                                  | 1898         | 1901                 | виведений 1942      | Відслужив до Другої світової.                                                                                       |
| BB-06          | Файл:Kongo1913.jpg      | Kongō              | Kongō (лінійний крейсер, пізніше реконструйований у лінкор) | 1910         | 1913                 | потоплений 1944     | Перший із чотирьох лінкорів класу Kongō.                                                                            |
| BB-07          | Файл:Hiei1914.jpg       | Hiei               | Kongō                                                       | 1911         | 1914                 | потоплений 1943     | Другий лінкор класу Kongō.                                                                                          |
| BB-08          | Файл:Haruna1915.jpg     | Haruna             | Kongō                                                       | 1912         | 1915                 | потоплений 1945     | Третій лінкор класу Kongō.                                                                                          |
| BB-09          | Файл:Kirishima1915.jpg  | Kirishima          | Kongō                                                       | 1912         | 1915                 | потоплений 1942     | Четвертий лінкор класу Kongō.                                                                                       |
| BB-10          | Файл:Fuso1915.jpg       | Fusō               | Fusō                                                        | 1912         | 1915                 | потоплений 1944     | Перший лінкор класу Fusō.                                                                                           |
| BB-11          | Файл:Yamashiro1917.jpg  | Yamashiro          | Fusō                                                        | 1913         | 1917                 | потоплений 1945     | Другий лінкор класу Fusō.                                                                                           |
| BB-12          | Файл:Ise1917.jpg        | Ise                | Ise                                                         | 1914         | 1917                 | потоплений 1945     | Модернізований у гібридний авіаносець.                                                                              |
| BB-13          | Файл:Hyuga1917.jpg      | Hyūga              | Ise                                                         | 1914         | 1917                 | потоплений 1945     | Другий лінкор класу Ise, модернізований.                                                                            |
| BB-14          | Файл:Nagato1920.jpg     | Nagato             | Nagato                                                      | 1917         | 1920                 | потоплений 1946     | Перший з 16-дюймовою артилерією.                                                                                    |
| BB-15          | Файл:Mutsu1920.jpg      | Mutsu              | Nagato                                                      | 1917         | 1920                 | вибухнув 1943       | Другий лінкор класу Nagato.                                                                                         |
| BB-16          | Файл:Tosa1921.jpg       | Tosa               | Tosa (незакінчений)                                         | 1920         | -                    | скасований          | Незавершений через Вашингтонський договір.                                                                          |
| BB-17          | Файл:Kaga1920.jpg       | Kaga               | Tosa (перероблений в авіаносець)                            | 1920         | 1928 (авіаносець)    | потоплений 1942     | Спочатку лінкор, перероблений в авіаносець.                                                                         |
| BB-18          |                         | Kii                | Kii (незакінчений)                                          | 1921         | -                    | скасований          | Скасовано через договори.                                                                                           |
| BB-19          |                         | Owari              | Kii (незакінчений)                                          | 1922         | -                    | скасований          | Скасовано через договори.                                                                                           |
| BB-20          |                         | Number 13 (проект) | Проєкт суперлінкора                                         | 1920-ті      | -                    | скасований          | Нереалізований проект.                                                                                              |
| BB-21          |                         | Yamato             | Лінкори типу «Ямато»                                        | 1937         | 1941                 | потоплений 1945     | Найбільший лінкор в історії.                                                                                        |
| BB-22          |                         | Musashi            | Лінкори типу «Ямато»                                        | 1938         | 1942                 | потоплений 1944     | Потоплений авіацією під час битви в Сібуянському морі , 24 жовтня 1944 року.                                        |
| BB-23          |                         | Shinano            | Лінкори типу «Ямато»                                        | 1940         | 1944                 | потоплений 1944     | Переобладнаний на авіаносець у липні 1942 року; торпедований та потопленим (USS Archerfish) 28 листопада 1944 року. |
| BB-24          | ~                       | ~                  | Лінкори типу «Ямато»                                        | 1940         | 1944                 | скасовано/відмінено | Скасовано у березні 1942 року, коли було завершено на 30%; Здано на металобрухт на місці.                           |
| BB-24          | ~                       | ~                  | Лінкори типу «Ямато»                                        | 1940         | 1944                 | скасовано/відмінено | Скасовано під час планування.                                                                                       |
| BB-A150-1      | Файл:Design A-150.jpg   | Kii                | Лінкори типу «A-150» (Супер Ямато)                          | 1943         | 1946 (умовно)        | на замовленні       | Запланований як перший лінкор класу «A-150». Мав бути оснащений 510-мм гарматами. Будівництво не розпочато.         |
| BB-A150-2      | Файл:Design A-150.jpg   | Owari              | Лінкори типу «A-150» (Супер Ямато)                          | 1944         | 1947 (умовно)        | на замовленні       | Другий у класі «A-150». Планувалося будівництво на верфі Куре. Проєкт скасований до закладки.                       |

## Історія

### Походження
Після поразки Японії у Другій світовій війні Імперський флот Японії був розпущений шляхом прийняття Потсдамської декларації. Кораблі були роззброєні, а деякі з них, такі як лінкор «Наґато», були забрані союзними державами як компенсація. Решта кораблів використовувалися для репатріації японських солдатів з-за кордону, а також для розмінування в районі навколо Японії, спочатку під контролем Другого бюро Міністерства демобілізації. Згодом протимінний флот був переданий новоствореній Агенції морської безпеки, яке допомогло зберегти ресурси та досвід військово-морського флоту.
Конституція Японії 1947 року була складена після завершення війни, яка містила статтю 9, яка зазначала, що «Японський народ назавжди відмовляється від війни як суверенного права нації та від загрози силою або її застосування як засобу вирішення міжнародних суперечок». В Японії переважає думка, що ця стаття дозволяє зберігати військові сили для цілей самооборони. Через тиск холодної війни Сполучені Штати також були раді, що Японія забезпечила частину власної оборони, а не повністю покладалася на американські сили.
У 1952 році в рамках Агенції морської безпеки було сформовано Сили берегової безпеки, до складу яких увійшов протимінний флот та інші військові судна, переважно есмінці, надані Сполученими Штатами. У 1954 році SSF було відокремлено, і JMSDF було формально створено як військово-морський підрозділ Японських сил самооборони (JSDF), після ухвалення Закону про сили самооборони 1954 року.
Перші кораблі в JMSDF були колишніми есмінцями ВМС США, переданими під контроль Японії в 1954 році. У 1956 році JMSDF отримав свій перший есмінець вітчизняного виробництва після Другої світової війни Харуказе. Через загрозу холодної війни, яку представляв значний і потужний підводні сили радянського флоту, на JMSDF було покладено першочергову роль у боротьбі з підводними човнами.

### Після холодної війни
Після закінчення холодної війни роль JMSDF значно змінилася. У 1991 році після міжнародного тиску JMSDF направила чотири тральщики, один корабель забезпечення (JDS Tokiwa) і тендер для тралення (JDS Hayase) до Перської затоки після війни в Перській затоці під назвою операції Gulf Dawn, щоб jxbcnbnb Перську затоку від мін, засіяних силами оборони Саддама Хусейна. Починаючи з місії в Камбоджі в 1993 році, коли персонал JSDF підтримувався JDS Towada, він брав активну участь у ряді миротворчих операцій під проводом ООН по всій Азії.
У 1993 році JMSDF ввели в експлуатацію свій перший есмінець Конґо, обладнаний системою Егіда. Він також брав активну участь у спільних військово-морських навчаннях з іншими країнами, такими як Сполучені Штати. JMSDF відправили кілька своїх есмінців за графіком, що змінюється, до Індійського океану для супроводу кораблів союзників у рамках операції під проводом ООН «Нескорена свобода».

### XXI століття

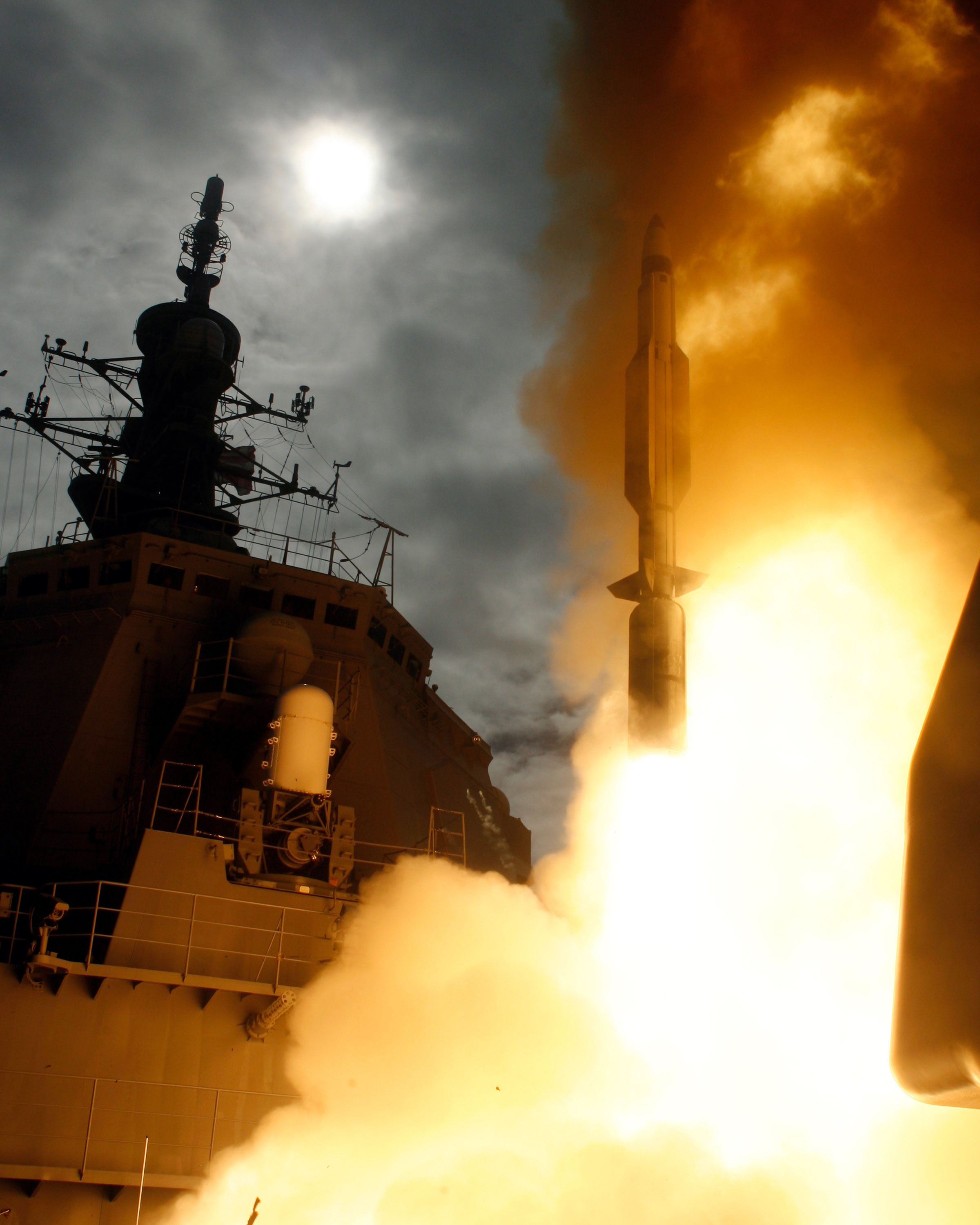
RIM-161 SM3, запущена з есмінця системи Егіда JS Kongō

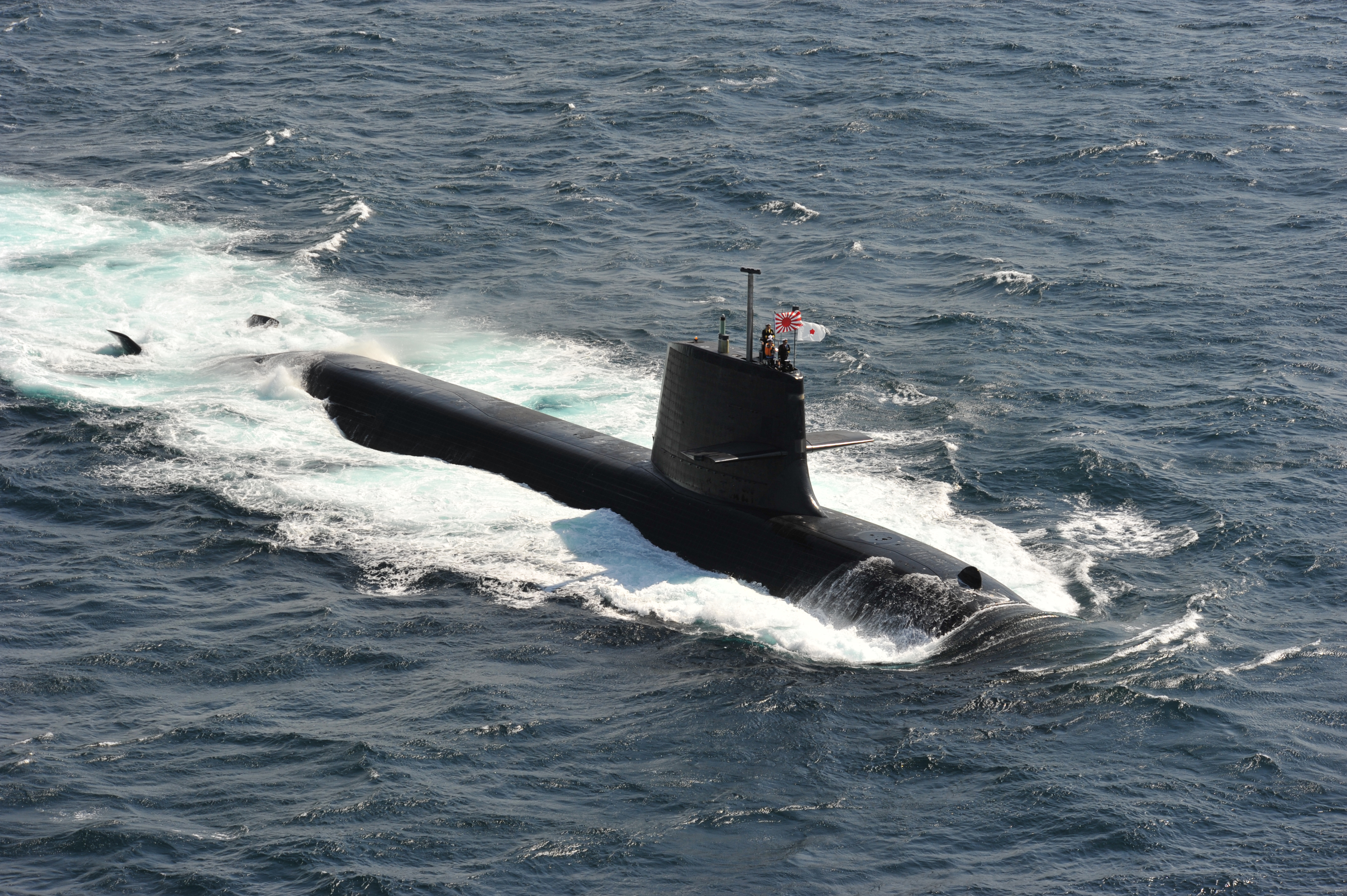
Ударний підводний човен JS Kenryū (SS-504) Підводний човен типу Сорю

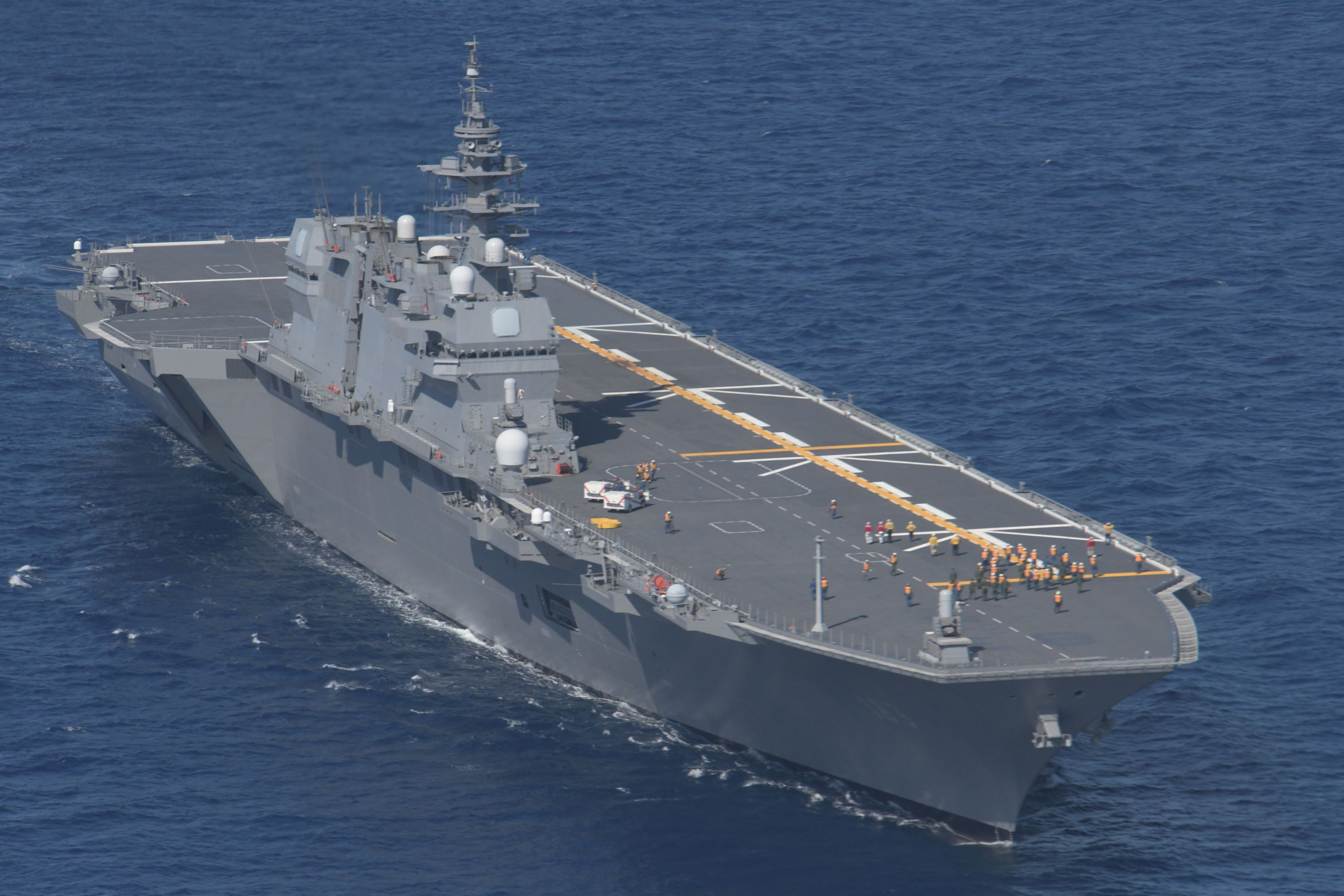
JS Izumo, гелікоптерний есмінець класу Ідзумо переобладнують для перевезення невидимих винищувачів F-35B

JMSDF, разом з береговою охороною Японії, також брали активну участь у запобіганні північнокорейським інфільтраторам досягти Японії, а 22 грудня 2001 року перехопили та потопили північнокорейський шпигунський корабель у битві при Амамі-Осіма.
У 2002 році JMSDF відправив кораблі в Аравійське море на підтримку операції «Анаконда» під час війни в Афганістані.
У серпні 2003 року було замовлено новий клас "гелікоптероносець", гелікоптерний есмінець типу Хюґа. Завдяки розмірам і особливостям корабля, включаючи повну польотну палубу, він був класифікований як гелікоптореносоце Регістром Ллойда — подібно до британського HMS Ocean. Була дискусія про те, чи буде авіаносець заборонений статтею 9 Конституції Японії, оскільки авіаносці зазвичай вважаються наступальною зброєю. Силам самооборони заборонено мати міжконтинентальні балістичні ракети, стратегічні бомбардувальники та ударні авіаносці.
Історично (приблизно до 1975 року у ВМС США) великі авіаносці класифікувалися як «ударні авіаносці», а менші — як «протичовнові авіаносці». Оскільки гелікоптероносці мають невелику вбудовану атакуючу здатність і вони в основному виконують оборонні функції, такі як протичовнова боротьба, японський уряд стверджує, що заборона не поширюється на гелікоптероносці.
Із зростанням напруженості у відносинах з Північною Кореєю після випробування ракети Nodong-1 у 1993 році та випробування ракети Taepodong-1 у 1998 році над північною Японією, JMSDF збільшив свої зусилля з протиповітряної оборони. 18 грудня 2007 року була проведена успішна випробувальна система протиракетної оборони корабельного базування, яка була встановлена на японських есмінцях системи Егіда.
У листопаді 2009 року JMSDF оголосив про плани створення більшого «гелікоптероносця», гелікоптерного есмінця класу «Ідзумо». Перший з цих кораблів був закладений у 2012 році і був спущений на воду 6 серпня 2013 року.
Підводний флот JMSDF складається з одних з найбільш технологічно передових дизель-електричних підводних човнів у світі. Це пов'язано з ретельним оборонним плануванням, згідно з яким підводні човни регулярно виводяться з експлуатації достроково та замінюються більш досконалими моделями. У 2010 році було оголошено про збільшення японського підводного флоту вперше за 36 років.
Після зустрічі між міністром закордонних справ Японії Фуміо Кісіда (другий кабінет Абе) і послом США в Японії Керолайн Кеннеді 4 березня 2014 року міністерство оборони Японії та міністерство оборони США оголосили, що проведуть дослідження для спільної розробки прибережного судна в рамках двосторонньої Угоди про взаємну допомогу в обороні. Планується, що судно буде високошвидкісним тримараном, призначеним для операцій у мілководних прибережних водах, здатним нести гелікоптери, можливо, легшим варіантом американського 3000-тонного (3000-тонного) прибережного бойового корабля. Дослідження було проведено у відповідь на зростання військово-морського флоту Народно-визвольної армії Китаю та бюджетні проблеми в зброних силах США, які можуть вплинути на їх здатність діяти в Тихому океані. J-LCS буде використовуватися для втручання під час вторгнень китайських кораблів поблизу островів Сенкаку та інших спірних районів у Східнокитайському морі та, можливо, для протидії подібним китайським суднам, таким як корвет типу 056 і ракетний катер типу 022. 1000-тонний (980-тонний) J-LCS зі збільшеним корпусом може керувати протичовновим гелікоптером SH-60K або гелікоптером бортової протимінної боротьби (AMCM) MCH-101.
1 травня 2017 року JS Izumo було направлено для захисту судна постачання ВМС США в Тихому океані. Це був перший раз, коли JMSDF було використано для захисту кораблів союзників після поправки до Конституції Японії 2016 року.
4 жовтня 2018 року Японія охрестила підводний човен JS Ор'ю довжиною 84 метри (275 футів 7 дюймів) вагою 2950 тонн (2900 тонн). Це перший в Японії підводний човен, що живиться від літій-іонних батарей і розроблений Mitsubishi Heavy Industries. Зданий в експлуатацію в березні 2020 року.
З 29 жовтня по 2 листопада 2018 року Японія та Сполучені Штати провели найбільші військові навчання навколо Японії в рамках «Гострий меч» (Ken Sword). У них загалом брали участь 57 000 моряків, морських піхотинців і авіаторів. 47 000 військовослужбовців були з JSDF і 10 000 зі Збройних сил США. Також брали участь корабель постачання та фрегат Королівського флоту Канади. Були симуляції повітряного бою, протиракетної оборони та десантування.
18 грудня 2018 року Японія оголосила про переобладнання есмінців класу «Ідзумо» для розміщення винищувачів F-35B американської розробки. Це робить їх де-факто авіаносцями. Щоб уникнути суперечок, правлячі партії називають його «багатоцільовим есмінцем». Це буде перший подібний корабель у JMSDF після Другої світової війни.
23 травня 2019 року віце-адмірал MSDF у відставці Тошіюкі Іто заявив, що Японії потрібні принаймні чотири есмінці класу «Ідзумо», щоб бути життєздатними для реальних морських бойових операцій. Він сказав: «Якщо у вас є лише два судна, ви можете використовувати їх лише для підготовки персоналу для зльоту та посадки, тому цей план не має сенсу для офіцерів MSDF, чесно кажучи». Як авіаносці, есмінці класу «Ідзумо» відносно невеликі, здатні нести лише близько 10 F-35B, яких, на думку Іто, було занадто мало для забезпечення ефективної протиповітряної оборони.
У 2019 році Національний парламент Японії схвалив замовлення на 42 літаки STOVL Lockheed Martin F-35 Lightning II на додаток до 135 звичайних винищувачів моделі F-35A зі зльотом і посадкою для Повітряних сил самооборони Японії, щоб діяти з наземних баз; F-35B — це та сама модель літака, якою морські піхотинці США керують з авіаносців ВМС США та десантних кораблів, морські піхотинці США також планують літати з японського класу Ідзумо після модифікації та переобладнання STOVL.
14 жовтня 2020 року відбулвся спуск на воду 3000-тонного підводного човна «Тайгей». Це перше судно класу Тайгей і 22-й підводний човен JMSDF. Тайгей надійшов на озброєння в 2022 році, а другий корабель класу, Хакугей, був введений в експлуатацію в 2023 році.

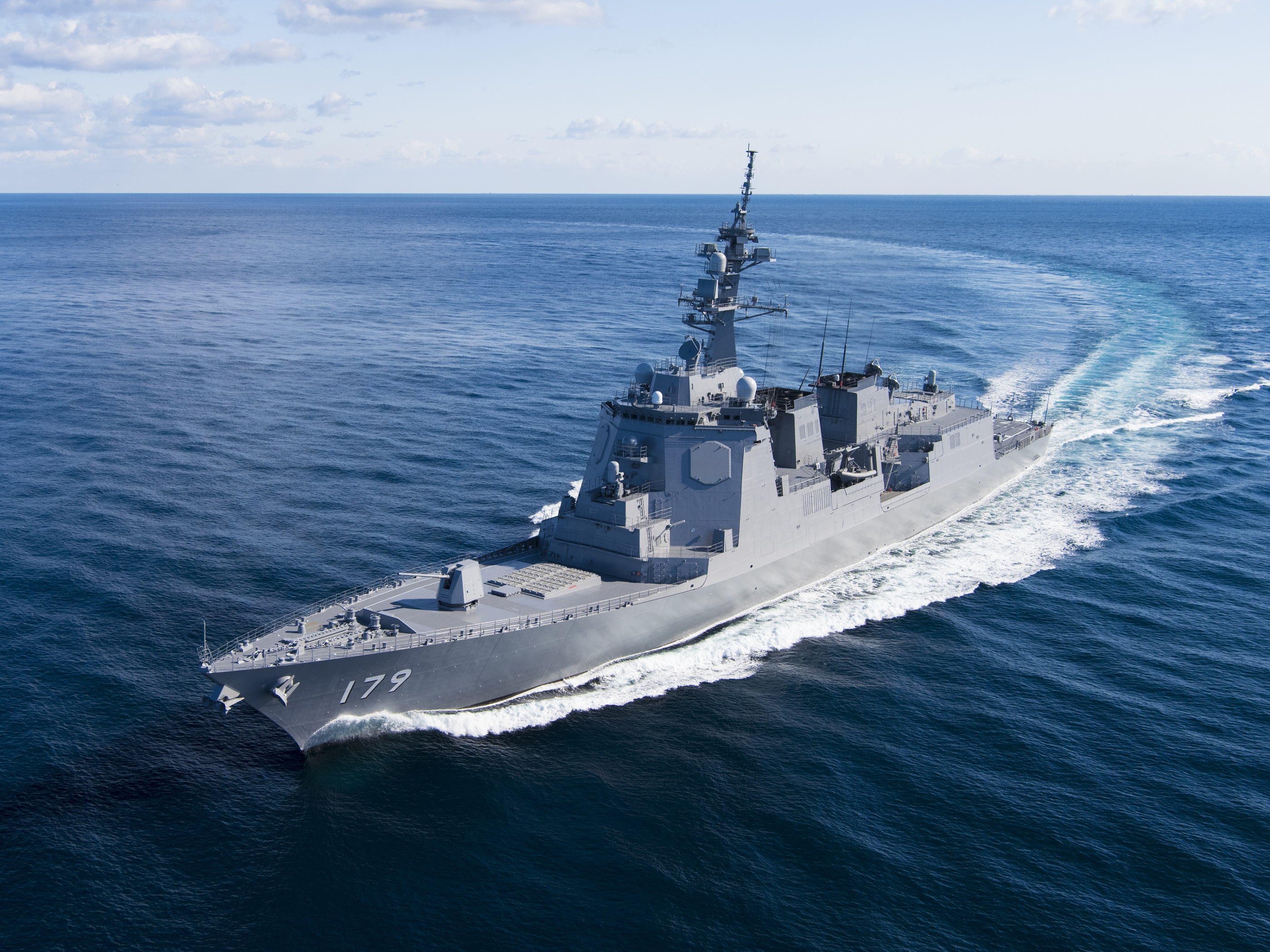
Есмінець з керованими ракетами Егіда JS Maya

30 червня 2022 року Міністерство оборони Японії оголосило про будівництво Японською морською об'єднаною корпорацією (JMU) 12 морських патрульних суден (OPV) для Японських морських сил самооборони (JMSDF) вартістю ¥ 9 млрд. (US$66 млн.) за судно. Метою цієї програми OPV є забезпечення посиленої безпеки на морі, зокрема навколо південно-західних островів Рюкю, включаючи спірні острови Сенкаку/Дяоюйда у Східнокитайському морі, шляхом активізації патрульної діяльності JMSDF у регіоні. Ці судна є високоавтоматизованими та конфігурованими для виконання широкого кола місій, що включають «покращену стабільну розвідка, спостереження та рекогнестування (ISR) у водах навколо Японії». Згідно з контрактом, JMU зобов'язується поставити 12 суден до JMSDF з 2023 фінансового року, який починається 1 квітня 2023 року.
31 серпня 2022 року Міністерство оборони Японії оголосило, що JMSDF буде експлуатувати два «кораблі, обладнані системою Егіда» (яп. イージス・システム搭載艦) замість попереднього плану установок Aegis Ashore, ввівши в експлуатацію один до кінця 2027 фінансового року, а інший – до кінця 2028 фінансового року. Бюджет проектування та інших пов'язаних витрат має бути поданий у формі «запитів на предмети» без конкретних сум, і очікується, що початкові закупівлі основних предметів отримають відповідне законодавство до 2023 фінансового року. Будівництво має розпочатися наступного 2024 фінансового року. При 20 000 тонн кожне обидва судна будуть найбільшими бойовими надводними кораблями, які експлуатує JMSDF, і, за даними Popular Mechanics, вони «можуть бути найбільшими надводними військовими кораблями у світі, які можна розгортати».
16 листопада 2022 року есмінець з керованими ракетами Maya випустив ракету SM-3 Block IIA, успішно перехопивши ціль поза атмосферою під час першого запуску ракети з японського військового корабля. 18 листопада 2022 року Haguro також випустив ракету SM-3 Block IB з успішним попаданням за межі атмосфери. Обидва випробування були проведені на Тихоокеанському ракетному полігоні на острові Кауаї, Гаваї, у співпраці з ВМС США та Агентством протиракетної оборони США. Це був перший випадок, коли обидва кораблі здійснили стрільби SM-3 в той самий період часу, і випробування підтвердили можливості захисту від балістичних ракет новітніх японських есмінців типу Мая.

16 грудня 2022 року другий змінений кабінет Кісіди схвалив три політичні документи, пов'язані з обороною, включаючи нову Стратегію національної безпеки (NSB або 国家安全保障戦略), стратегічний керівний документ для політики японського уряду щодо дипломатії, оборони та економічної безпеки на наступне десятиліття. Базуючись на NSS, Стратегія національної оборони (国家防衛戦略) окреслила цілі оборонної політики Японії та засоби їх досягнення, тоді як Програма розбудови оборони (防衛力整備計画) окреслила масштаб впровадження конкретного оборонного обладнання в рамках бюджетних цілей. Відповідно до Програми розбудови оборони, Японські морські сили самооборони (JMSDF) збільшать кількість оснащених системою Aegis есмінців з керованими ракетами (DDG) з нинішніх восьми до десяти, а також двох кораблів, оснащених системою Aegis (ASEV) для розгортання в операціях протиракетної оборони (ПРО). До кінця десятиліття JMSDF буде експлуатувати 12 кораблів, оснащених системою озброєння Aegis (AWS), і також планує замінити свій флот старіших, менш потужних есмінців і ескортних есмінців фрегатами класу Моґамі.

## Можливості

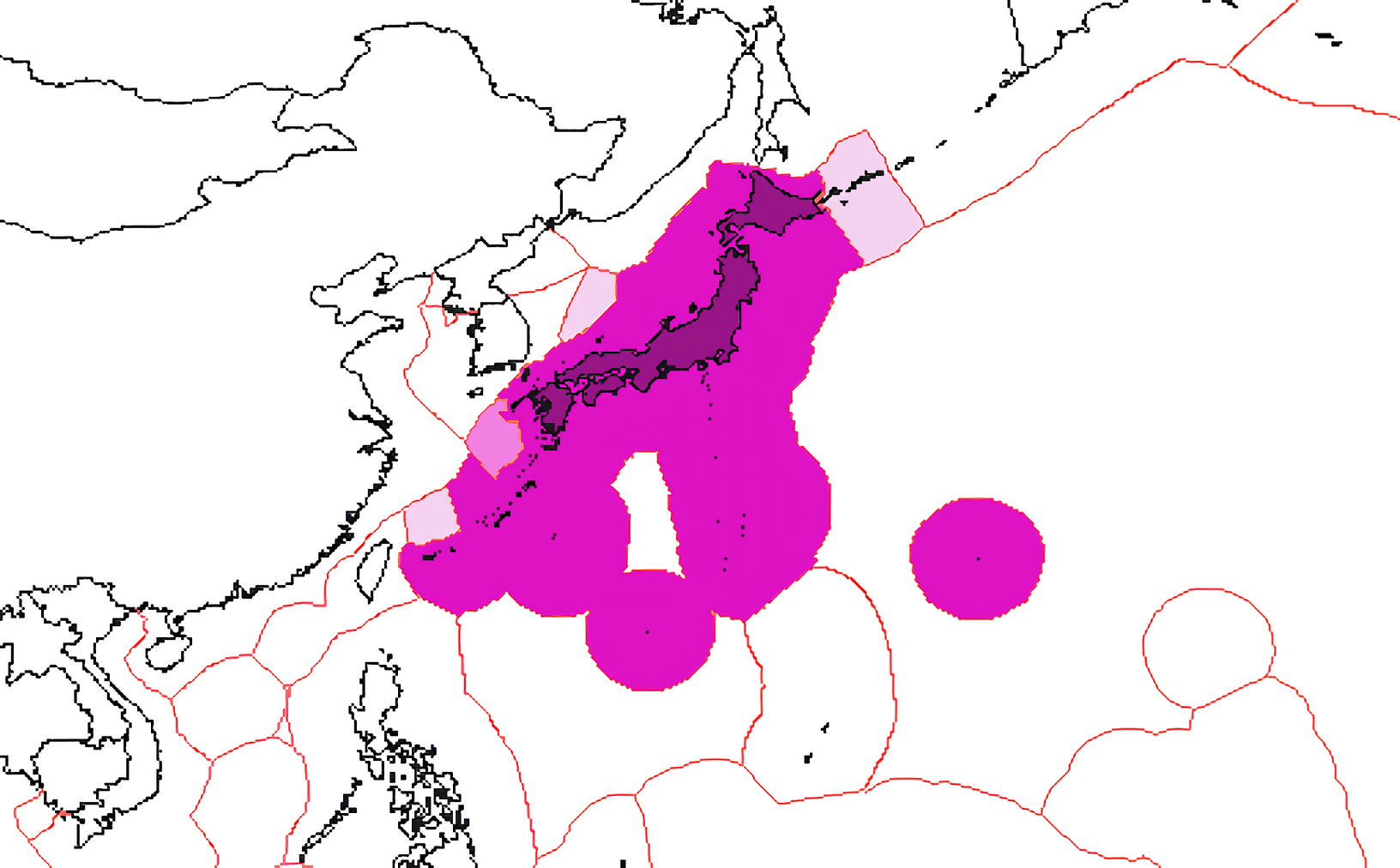
Японська виключна економічна зона:
Японська ВЕЗ
Спільний режим з Республікою Корея
Виключна економічна зона заявлена Японією, оскаржена іншими

Офіційна чисельність JMSDF становить 50 000 осіб, але зараз нараховується близько 50 800 активних службовців.
В результаті продовження ефективних інвестицій в оборону завдяки Японському економічному розвитку та закінченню Холодної війни, ВМССЯ стали четвертим за величиною флотом у світі за загальним тоннажем до 2000 року. Японія посідає восьме місце за розміром Виключної економічної зони (ВЕЗ) у світі, і JMSDF відповідає за захист цієї великої території. Як острівна держава, більшість ресурсів якої залежить від морської торгівлі, включаючи продовольство та сировину, морські операції є дуже важливим аспектом оборонної політики Японії.
JMSDF відомі, зокрема, своїми можливостями боротьби з підводними човнами та протимінної боротьби. Планувальники оборони вважають, що найефективніший підхід до боротьби з ворожими підводними човнами передбачає мобілізацію всього доступного озброєння, включаючи надводні бойові засоби, підводні човни, патрульні літаки та гелікоптери. Відомо також, що вони керують щонайменше чотирнадцятьма станціями прослуховування по всій країні, які мають системи попередження ELINT і радіолокаційні системи спостереження.
Історично Японські повітряні сили самооборони (JASDF) покладалися на забезпечення повітряного прикриття на морі, роль, яка підпорядкована головній місії JASDF з протиповітряної оборони рідних островів. Розширене патрулювання над морськими шляхами виходить за межі поточних можливостей JASDF.
Спроможність японського флоту забезпечувати протиповітряний захист кораблів обмежена відсутністю авіаносців, хоча їх есмінці та фрегати, оснащені бойовою системою Егіда, забезпечують величезні можливості в протиповітряній та протиракетній війні. Ці можливості є примножувачами сили, що дозволяє проектувати силу чималих японських есмінців і фрегатів далеко від рідних вод, і їх придбання є спірним, враховуючи «пасивну» оборонну політику Японії.

## Керівництво
Очолюється головою штабу військово-морських Сил Самооборони.